# インド鉄道YAM1形電気機関車
インド鉄道YAM1形電気機関車（インドてつどうYAM1がたでんききかんしゃ）は、インド鉄道（Indian Railways）の交流電気機関車。マドラス（現：チェンナイ）近郊の狭軌（軌間1,000 mm、メーターゲージ）路線で運用されていた。

## 概要・運用
マドラス（チェンナイ）近郊に存在したメーターゲージ路線は1931年に直流1,500 Vの架空電車線方式による電化が実施されていたが、1965年の電化区間の拡大に合わせ交流25,000 V・単相50 Hzに改める事になった。それに伴い、交流電車（YAU1形）と共に導入された日本製の電気機関車がYAM1形である。
製造は三菱重工業が中心となり、そこへ日立製作所、東芝が参加する形で行われ、三菱は車体の製造および全体の組み合わせを担当した。電動機についてはアルストム、シーメンス、ACECの欧州企業が手掛けたものを2基搭載していた。なお、形式名の「YAM」は、「メーターゲージ用（Y）交流（A）貨客両用（M）機関車」と言う意味である。
1996年にマドラスの地名がチェンナイに変更されて以降もメーターゲージ電化路線で使用されていたが、都市の急速な発展に伴い、これらの電化路線の軌間をインド鉄道における標準である1,676 mmへ改軌する事が決定した。地名の変更以前である1991年から工事は段階的に進み、2004年7月1日をもって全区間の改軌が完了した。それに伴い、前日の6月30日をもってYAU1形電車と共にYAM1形は全車引退し、その後廃車された。これはインドにおけるメーターゲージの電化路線および電車・電気機関車の終焉でもあった。
2016年現在、21912号機がチッタランジャン工場に保存されている。

## ギャラリー

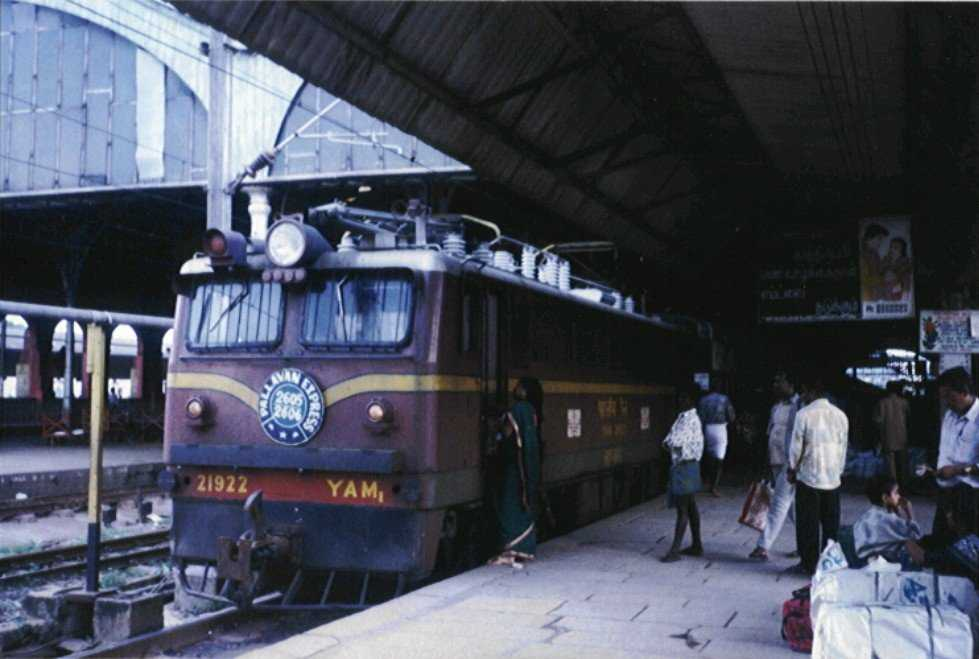
速達列車"パラバン・エクスプレス（英語版）"を牽引するYAM1形